# Spermophorides fuertecavensis
Spermophorides fuertecavensis là một loài nhện trong họ Pholcidae. Loài này có ở quần đảo Canaria.